# Hélène Rochette
Hélène Rochette est une artiste québécoise en arts visuels orientée vers la sculpture. Elle a obtenu son baccalauréat en arts visuels de l'Université Laval en 1982. Elle a réalisé des œuvres d'art public, notamment Les fluides pour le Métro de Montréal à la station Montmorency.

## Galerie

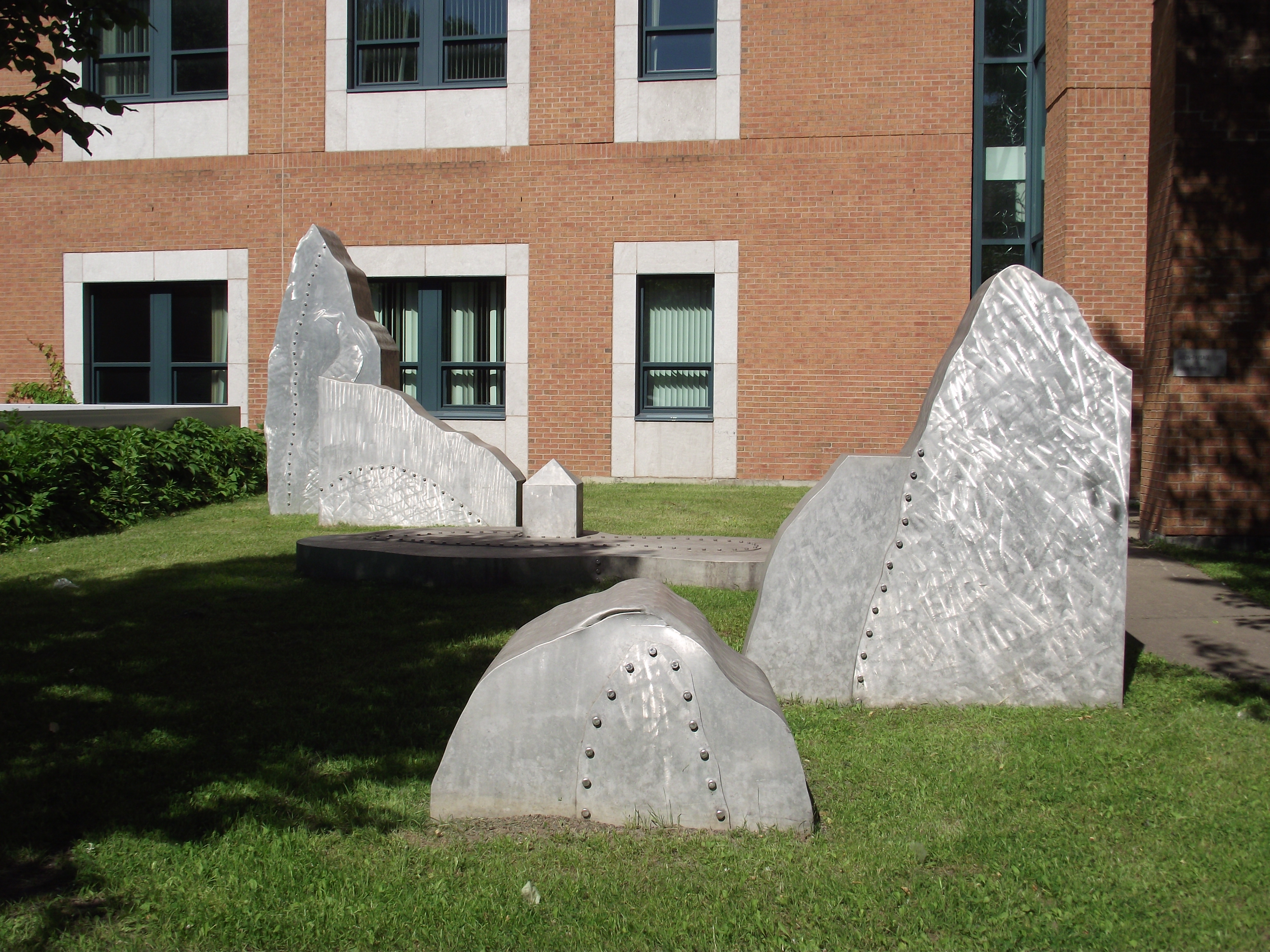
Jardin-Paysage, Limoilou
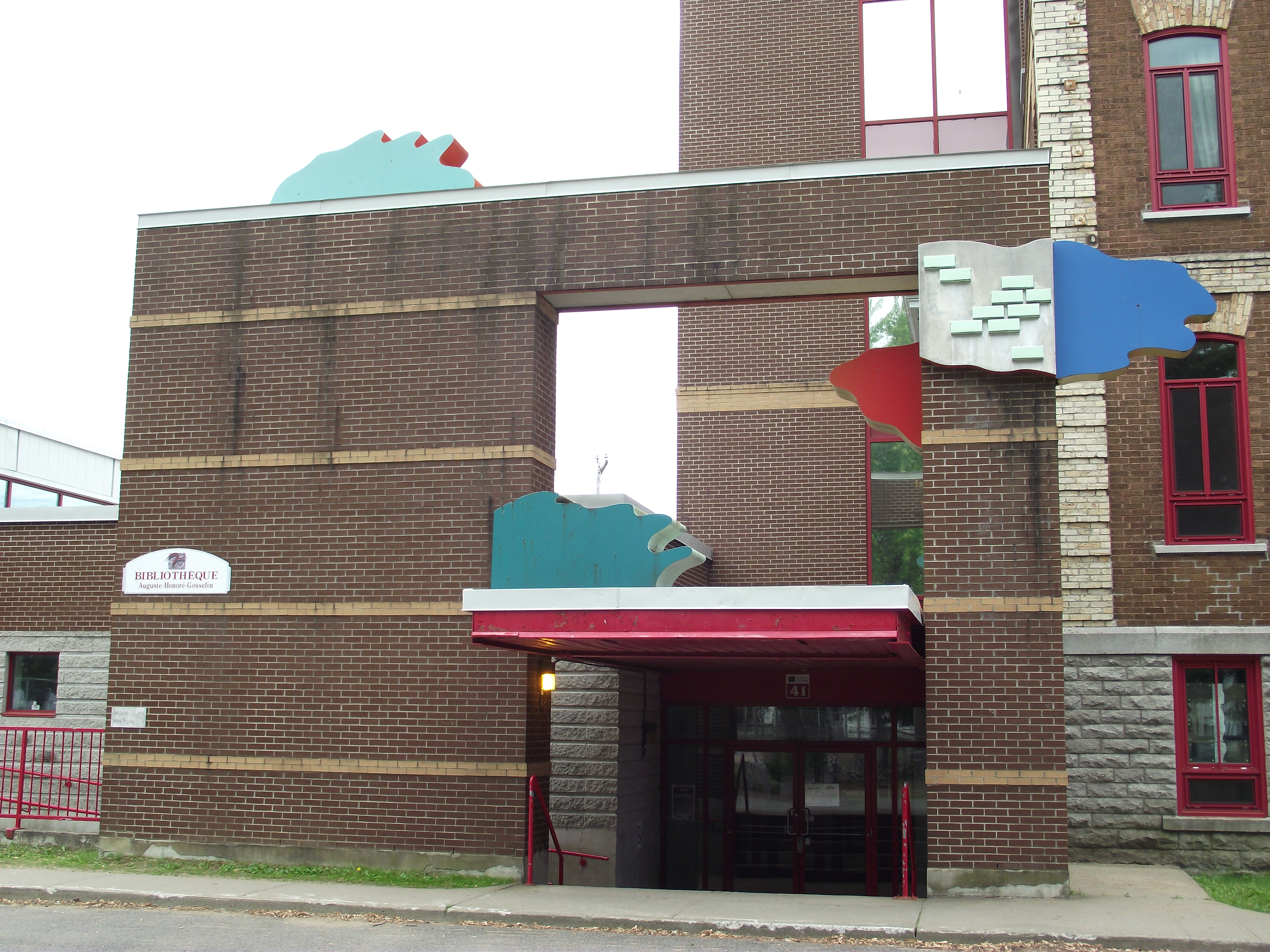
Passage, Pont-Rouge
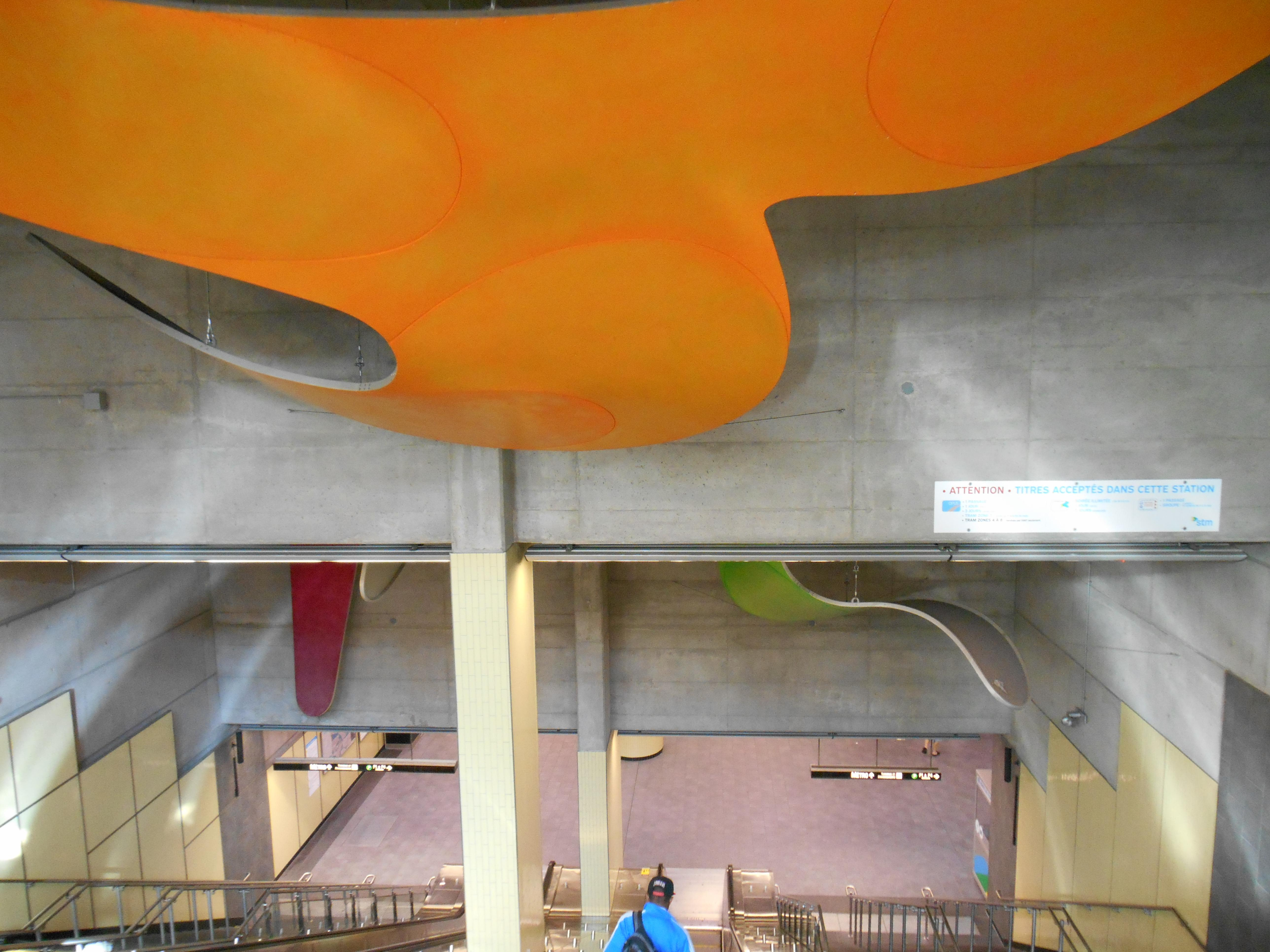
Les fluides, station Montmorency
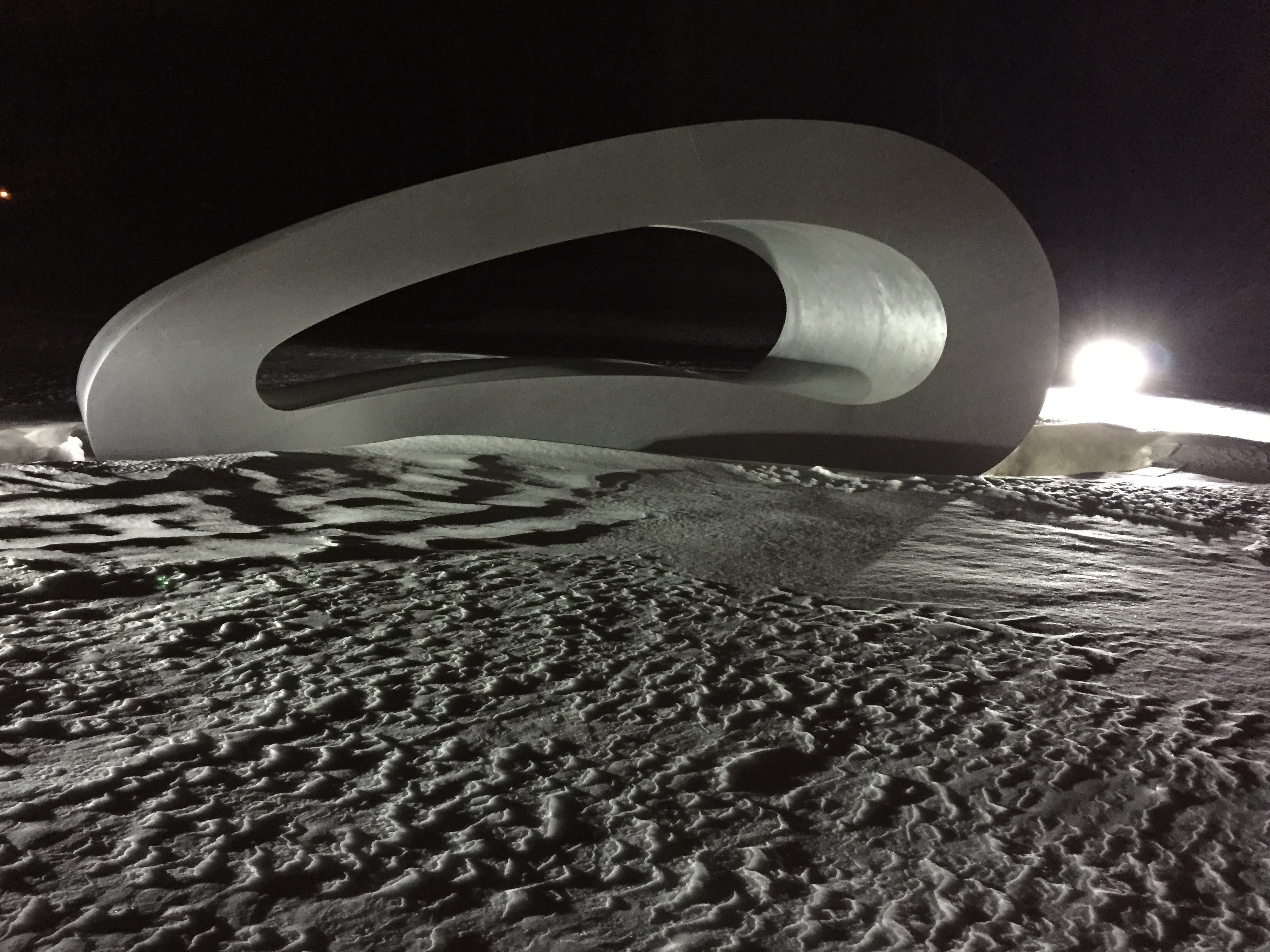
Plonger, 2008, promenade Samuel-De Champlain

## Œuvres publics
- Le souffle de l'Île, 1997, Parc Félix-Leclerc, Québec